# ريبلك عليا (مقاطعة إسلام آباد غرب)
ريبلك عليا (بالفارسية: ری‌بلک علیا) هي قرية تقع في كرمانشاه في إيران. يقدر عدد سكانها بـ 174 نسمة .